# Lac Saint Clair (Tasmanie)
Pour les articles homonymes, voir Lac Saint-Clair.
Le Lac Saint Clair est un des nombreux lacs situés dans les Massifs Centraux de Tasmanie, en Australie. Il est situé dans le parc national de Cradle Mountain-Lake St Clair.

## Présentation
Il a une profondeur maximale de 200 mètres, ce qui en fait le lac le plus profond d'Australie et même le deuxième plus profond de tout l'hémisphère sud après le lac Tanganyika.